# DaBaby
Jonathan Lyndale Kirk (* 22. prosince 1991 Cleveland, Ohio), spíše známý pod svým pseudonymem DaBaby je americký rapper a textař. Debutoval v roce 2019 alby Baby on Baby a Kirk. V roce 2020 vydal další album Blame It on Baby. Současně vede vlastní label Billion Dollar Baby Entertainment.

## Mládí
Jonathan Lyndale Kirk se narodil 22. prosince 1991 v Clevelandu ve státě Ohio. V roce 1999 se s rodinou přestěhoval do města Charlotte v Severní Karolíně. V Charlotte strávil většinu svého dětství a mládí. Vystudoval zde například střední školu. Následně dva roky chodil na University of North Carolina ve městě Greensboro; tu ovšem nedokončil.

## Kariéra

### Počátky (2014–2018)
Rapu se naplno věnuje od roku 2014, kdy si začal říkat Baby Jesus. Následujícího roku vydal svůj debutový mixtape Nonfiction. Dále následovaly mixtapy God's Work, Baby Talk, Billion Dollar Baby a Back on My Baby Jesus Sh*t.
Brzy poté ho ke svému novému labelu South Coast Music Group upsal promotér Arnold Taylor. Pod novým jménem DaBaby nahrál v roce 2018 svůj průlomový mixtape Blank Blank, u kterého se podařila vyjednat jednorázová distribuční spolupráce s labelem Roc Nation. Následně se o něj porvaly nahrávací společnosti, přičemž si nakonec vybral Interscope Records, který mu nabídl smlouvu se sedmimístnou částkou a možností založit svůj vlastní label.

### Baby on Baby, Kirk a Blame It on Baby (2019–2020)
V lednu 2019, kdy podepsal smlouvu s Interscope, ihned založil svou vlastní nahrávací společnost Billion Dollar Baby Enteratinment. V březnu téhož roku vyšlo jeho debutové album Baby on Baby. Album debutovalo na 25. příčce žebříčku Billboard 200, ale postupně se vyšplhalo na sedmou. Celkově se ho prodalo kolem půl milionu kusů (po započítání streamů) a získalo certifikaci zlatá deska. Z alba pochází úspěšné singly „Suge“ (7. příčka v Billboard Hot 100, 2x platinový singl) a „Baby Sitter“ (ft. Offset) (59. příčka, zlatý singl).
V září 2019 přispěchal se svým druhým albem Kirk. Debutovalo na 1. příčce žebříčku Billboard 200 se 145 000 prodanými kusy (po započítání streamů) v první týden prodeje. Album uváděl singl „Intro“ (13. příčka) a později následovaly „Bop“ (11. příčka, zlatý singl) a „Vibez“ (21. příčka). V žebříčku Billboard Hot 100 se z alba umístilo i všech zbylých deset písní, které nebyly singly. Nejlépe „Toes“ (ft. Lil Baby a Moneybagg Yo) (28. příčka) a „iPhone“ (s Nicki Minaj) (43. příčka). Na podzim 2019 hostoval na úspěšných singlech „Enemies“ od Post Maloneho (16. příčka) a „Death“ od Trippie Redda (59. příčka).
Rok 2020 zahájil na singlu „My Oh My“ od zpěvačky Camily Cabello (12. příčka). V 62. ročníku cen Grammy získal dvě nominace za píseň „Suge“. V dubnu 2020 vydal své třetí studiové album Blame It on Baby, které opět debutovalo na 1. příčce žebříčku Billboard 200. Tentokrát se 124 000 prodanými kusy (po započítání streamů) v první týden prodeje. Vedoucím singlem z alba byla píseň „Find My Way“ (22. příčka). Po vydání alba byla jako singl zveřejněna píseň „Rockstar“ (ft. Roddy Ricch) (1. příčka). Do žebříčku Billboard Hot 100 se dostalo i dalších deset písní z alba, aniž by šlo o singly. Nejvýše se umístily písně „Jump“ (ft. YoungBoy Never Broke Again) (17. příčka) a „Pick Up“ (ft. Quavo) (44. příčka). V téže době hostoval na singlech „Whats Poppin“ od Jacka Harlowa (2. příčka) a „For The Night“ od Pop Smokea (6. příčka). V srpnu 2020 vydal deluxe verzi alba Blame It on Baby s jedenácti novými písněmi. Z ní pochází dva singly: „No Dribble“ (se Stunna 4 Vegas) (92. příčka) a „Blind“ (ft. Young Thug) (78. příčka).
V listopadu 2020 podlehl jeho starší bratr Glen Johnson střelnému zranění, které si sám způsobil. DaBaby se v reakci na chvíli stáhl ze sociálních sítí, aby se na konci listopadu vrátil se vzpomínkovým EP nazvaným My Brother's Keeper (Long Live G). EP debutovalo na 40. příčce žebříčku Billboard 200.

### Kontroverzní výroky a zbrzdění kariéry (od roku 2021)
V červenci 2021 se na něj strhla vlna kritiky poté, co během vystoupení na festivalu Rolling Loud v Miami pronášel homofobní komentáře směrované na příslušníky LGBTQ+ a HIV/AIDS komunity. V důsledku těchto komentářů byla organizárory zrušena jeho plánovaná vystoupení na festivalech Lollapalooza a Governors Ball Music Festival. Rovněž módní značka BoohooMAN s ním rozvázala kontrakt. Později byl vyškrtnut i z dalších festivalů, jako jsou Parklife Festival, Day N Vegas, Austin City Limits Festival, Music Midtown a iHeartRadio Music Festival. V srpnu 2021 uvedl, že se stal obětí kultury rušení.
V téže době vydal nový singl „Lonely“ (s Lil Waynem), který se umístil na 63. příčce žebříčku Billboard Hot 100.
Na pódia se vrátil v říjnu 2021, kdy ho rapper 50 Cent uvedl jako zvláštního hosta na svém vystoupení na festivalu Rolling Loud v New Yorku. Brzy poté oznámil své severoamerické turné Live Show Killa Tour, které bylo sponzorováno právě festivalem Rolling Loud. v prosinci 2021 vystupoval na festivalu Rolling Loud v Kalifornii, kde byl ovšem účastníky přijat rozpačitě, někteří na něj dokonce házeli láhve od vody.
V listopadu 2021 vydal EP Back on My Baby Jesus Sh!t Again (44. příčka v žebříčku Billboard 200). Žádná píseň z EP v žebříčcích neuspěla. V březnu 2022 vyšla společná mixtape s rapperem YoungBoy Never Broke Again nazvaná Better than You. Z mixtape uspěl jen singl „Neighborhood Superstar“ (89. příčka). V září 2022 vyšlo jeho čtvrté album s názvem Baby on Baby 2. Album propadlo jak u kritiků, tak u posluchačů (debutovalo na 34. příčce žebříčku Billboard 200 s 17 000 prodanými kusy v USA po započítání streamů). K projektu nebyl vydán žádný singl a ani žádná píseň nezabodovala v žebříčku Billboard Hot 100.
V květnu 2023 vydal digitální EP Call da Fireman. Z tohoto projektu pochází píseň „Shake Sumn“ (69. příčka).

## Osobní život

### Rodina
Má dvě děti, z nichž se první narodilo v roce 2017. Kirkův otec zemřel v roce 2019; uctil ho názvem svého druhého alba a otcovou fotografií na jeho přebalu. V roce 2020 zemřel jeho bratr Glen Johnson poté, co podlehl střelnému zranění, které si sám způsobil. Jeho památku uctil na EP My Brother's Keeper (Long Live G).

### Problémy se zákonem
Kirk se účastnil přestřelky v Severní Karolíně, na následky které podlehl střelným zraněním 19letý muž. Sám Kirk prohlásil, že jednal v sebeobraně. V roce 2019 bylo staženo obvinění z vraždy a Kirk byl uznán vinným z nedovoleného držení skrytě nošené zbraně, což byl pouze přestupek.
V lednu 2020 byl zadržen v Miami a vyslýchán v souvislosti s loupeží. Brzy poté byl zatčen, jelikož bylo zjištěno, že je na něj vydán zatykač v Texasu za ublížení na zdraví. Podle vyšetřovacích orgánů on a skupina mužů napadli a okradli hudebního promotéra, který podle nich dlužil Kirkovi za vystoupení v Miami.
Během svého turné Up Close N Personal v roce 2020 byl obviněn z toho, že v Tampě udeřil fanynku do obličeje. Přítomní fanoušci reagovali bučením a Kirk proto opustil jeviště bez toho, aby vůbec vystoupil.

## Diskografie

### Studiová alba
- 2019 – Baby on Baby
- 2019 – Kirk
- 2020 – Blame It on Baby
- 2022 – Baby on Baby 2

### EP
- 2020 – My Brother's Keeper (Long Live G)
- 2021 – Back on My Baby Jesus Sh!t Again
- 2023 – Call da Fireman
- 2023 – LET'S DO IT'

### Spolupráce
- 2022 – Better than You (s YoungBoy Never Broke Again)

### Úspěšné singly
V žebříčku Billboard Hot 100:
- 2019 – „Suge“
- 2019 – „Baby Sitter“ (ft. Offset)
- 2019 – „Intro“
- 2019 – „Bop“
- 2020 – „Find My Way“
- 2020 – „Rockstar“ (ft. Roddy Ricch)
- 2020 – „No Dribble“ (se Stunna 4 Vegas)
- 2020 – „Blind“ (ft. Young Thug)
- 2021 – „Masterpiece“
- 2021 – „Ball If I Want To“
- 2021 – „Red Light Green Light“
- 2021 – „Lonely“ (s Lil Wayne)
- 2022 – „Neighborhood Superstar“ (s YoungBoy Never Broke Again)
- 2023 – „Shake Sumn“

## Turné
- Baby on Baby Tour (2019)
- Kirk Tour (2019)
- Live Show Killa Tour (2021)